# Vero

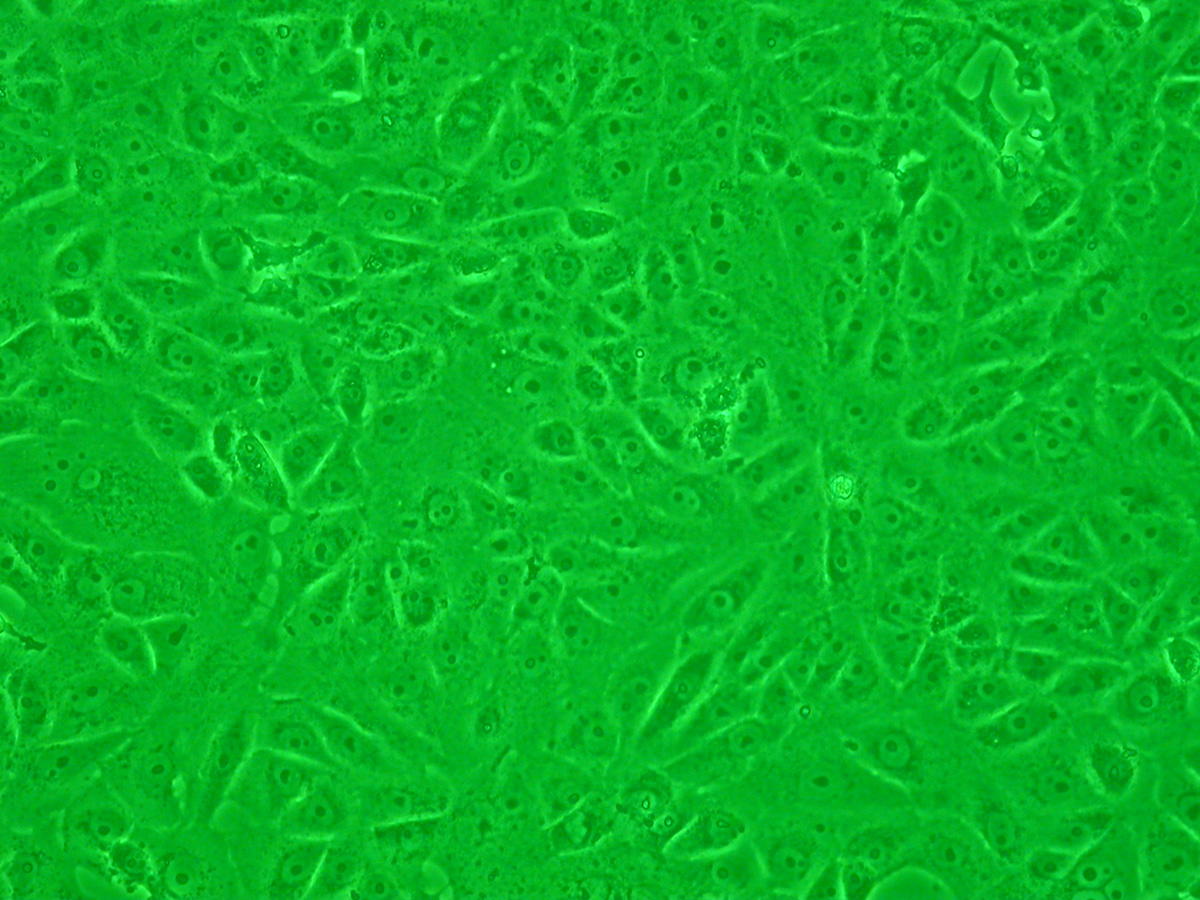
Фотография культуры клеток Vero, полученная при фазово-контрастной оптической микроскопии. Под зелёным светом, стократное увеличение

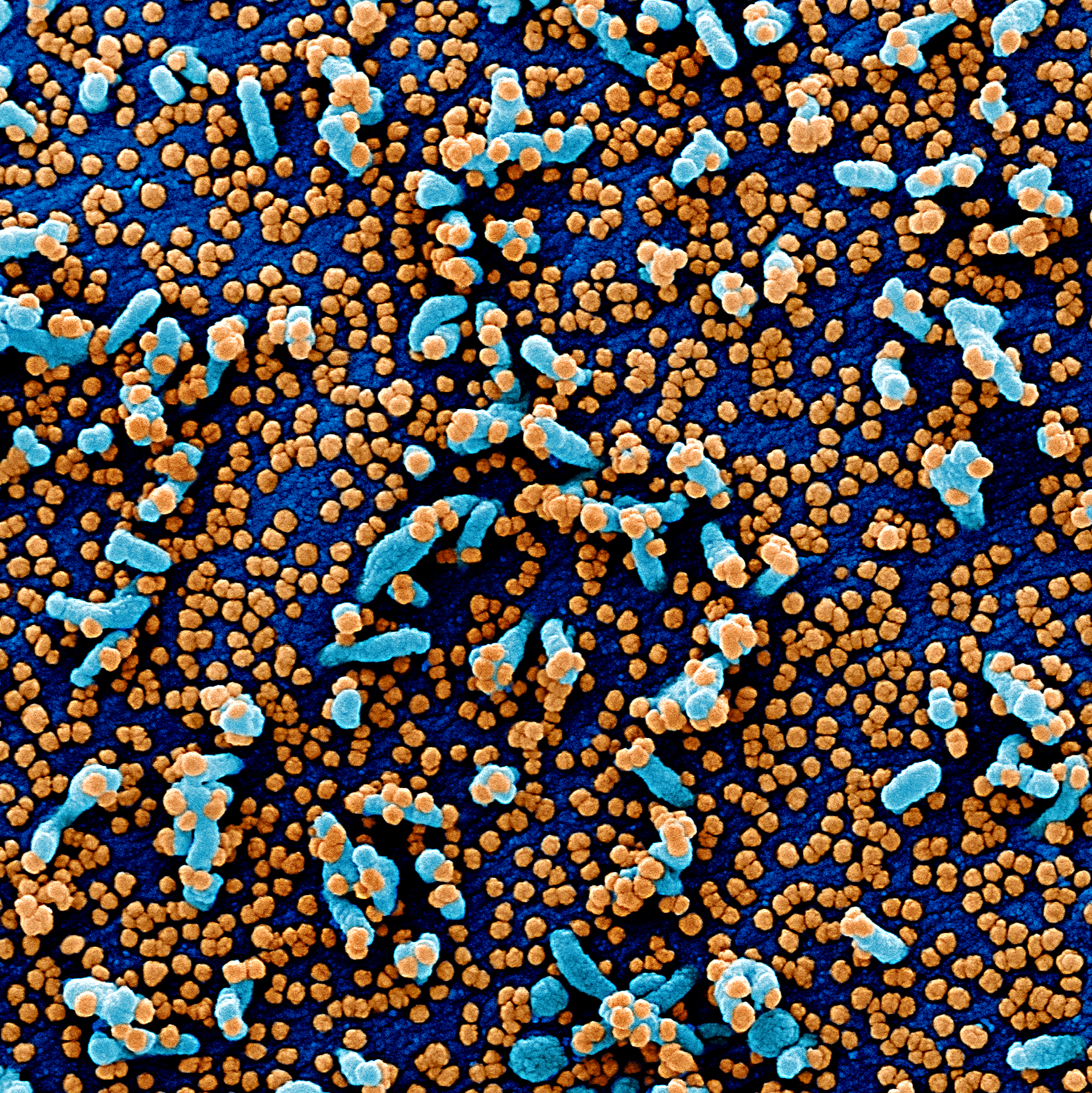
Фотография клетки клеточной линии Vero E6 заражённой вирусами SARS-CoV-2, при электронно-сканирующей микроскопии. Синим клетка, оранжевым вирусы

Vero (от эсп. истина) — линия клеток, используемая для культивирования.  Была получена из эпителия почки, взятой у африканской зеленой мартышки (Chlorocebus aethiops) 27 марта 1962 года Ясумурой и Кавакитой в университете города Тиба. Культура клеток была названа эсп. vero — истина, как аббревиатура от эсп. verdo — зелёный цвет и эсп. reno — почка.
В 1977 году культура была завезена в СССР. Из Лондонской школы гигиены и тропической медицины культура была привезена в лабораторию культур тканей НИИ вирусологии им. Д. И. Ивановского.

## Применение
Культура клеток Vero используется для многих целей, в том числе:
- выявление токсина кишечной палочки (Escherichia coli), названного по этой культуре веротоксином, позднее названного шига-подобным токсином[англ.] из-за его подобия шига-токсину[англ.], выделенного из шигеллы дизентерии (Shigella dysenteriae).
- в качестве клеток-хозяев для выращивания вируса; например, для определения наличия или отсутствия репликации при фармацевтических исследованиях, тестирования на наличие вируса бешенства, или для выращивания вирусных культур в научно-исследовательских целях.
- в качестве клеток-хозяев для эукариотических паразитов, в частности трипаносоматид.

Линия клеток Vero является непрерывной и анеуплоидной. Непрерывная линия клеток может быть воспроизведена много циклов деления и не стареет.
Клетки Vero интерферон-дефицитные; в отличие от нормальных клеток млекопитающих, они не секретируют интерферон групп α и β, когда заражены вирусами. Однако они всё ещё имеют рецепторы для интерферона (альфа, бета), поэтому они реагируют нормально, когда интерферон из другого источника добавляется к культуре.

## Линии
- Vero
- Vero 76

Получена из линии Vero в 1968 году. Снижена насыщенность (плотность клеток на единицу площади), чем у оригинальной культуры Vero. Это полезно для обнаружения и подсчета вируса геморрагической лихорадки методом гемолиза.
- Vero E6

Эта линия является клоном от Vero 76. Клетки Vero E6 показывают некоторое контактное торможение, поэтому подходят для распространения вирусов, которые воспроизводятся медленно.
- Vero F6 — культура, трансфицированная вирусным геном. Клетки трансфицированы геном, связанным с белком гликопротеином внешней оболочки вируса простого герпеса первого типа (gH)[7].
- Vero(B) — вакцинная линия клеток, полученная в лаборатории культур тканей НИИ вирусологии им. Д.И. Ивановского[8][9].